# 가마쿠라코코마에역

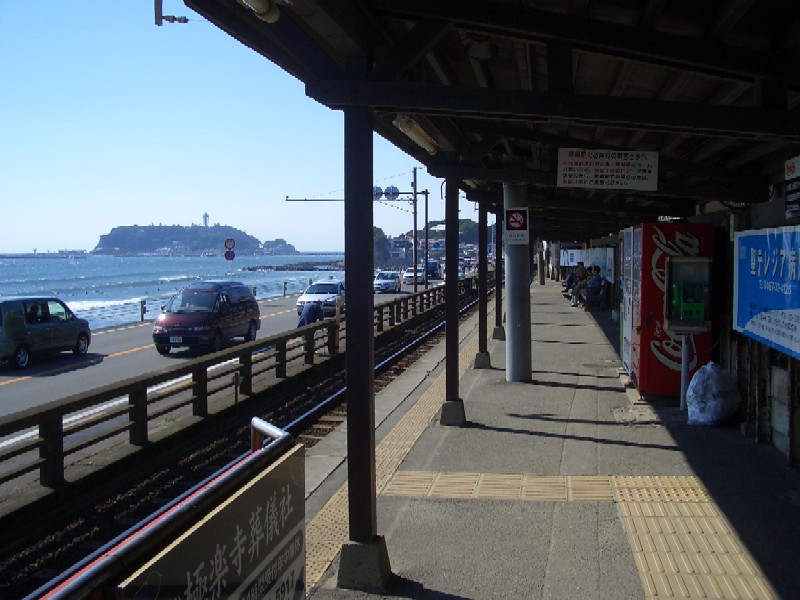
가마쿠라코코마에역 승강장의 모습

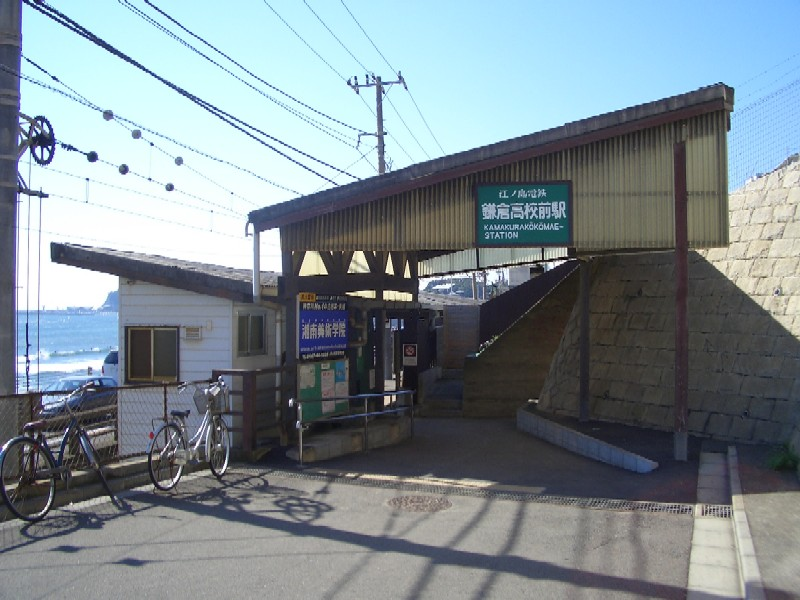
가마쿠라코코마에역 출입구의 모습

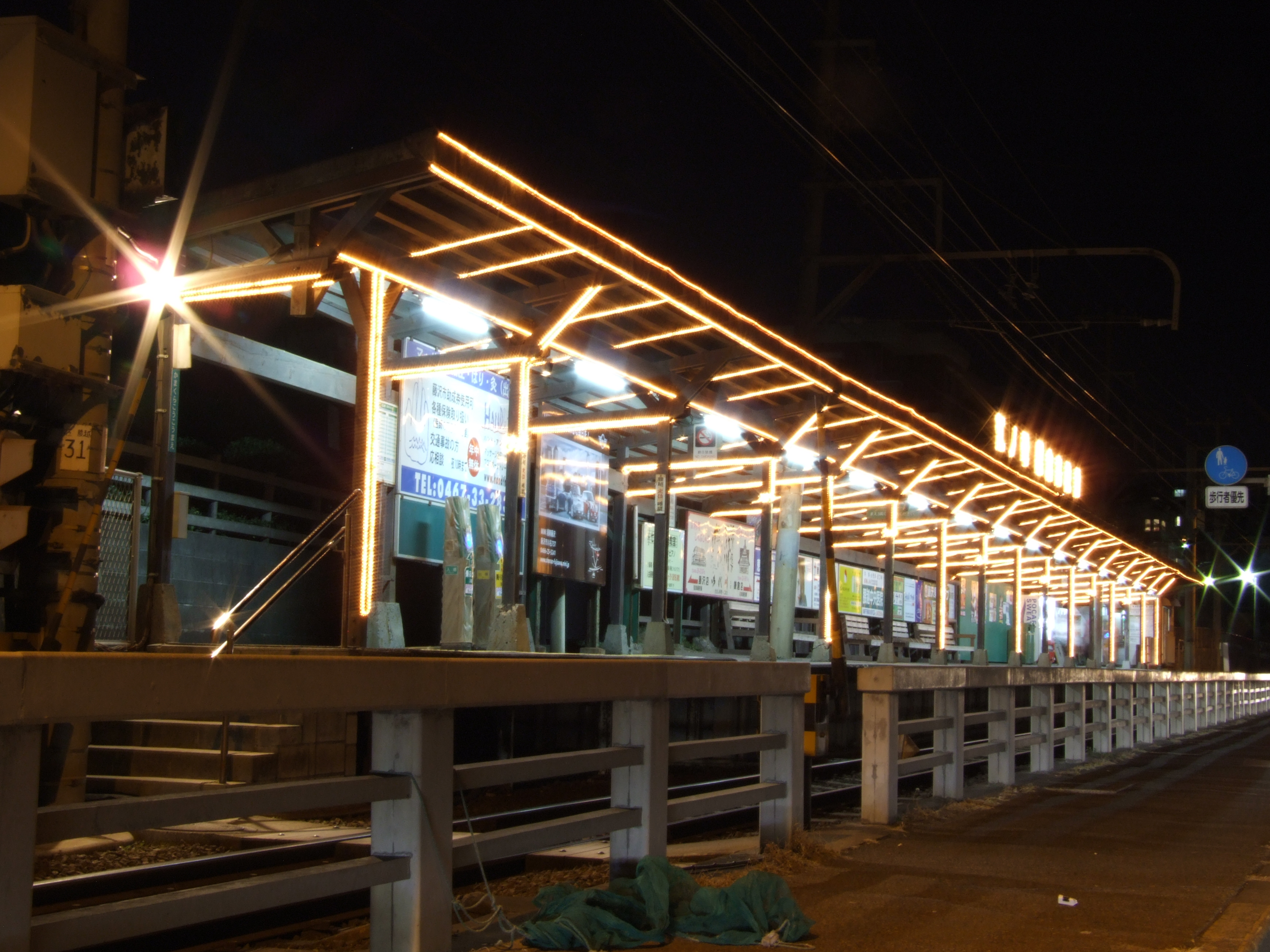
밤의 가마쿠라 고교 앞 역 모습

가마쿠라코코마에역(일본어: 鎌倉高校前駅 가마쿠라코코마에에키[*]→가마쿠라고등학교앞역)은 에노시마 전철선의 역이다. 일본 가나가와현 가마쿠라시에 있다. 역의 크기는 작으나 이 역 승강장에서 바라보는 태평양이나 후지산의 풍경이 아름답기로 유명한 역이다. 관동지방 역 백선(関東の駅百選)에 들어간다. 이 역에서 인근 여객취급역인 시치리가하마 역까지는 0.9 km 떨어져 있다.

## 역사
1903년 6월 20일, 가마쿠라코코마에역은 히사카역(日坂駅)으로 개업했다. 1953년 8월 20일 역 이름을 현재의 가마쿠라코코마에역으로 바꾸었다. 1997년에 일본 국토교통성이 선정한 관동지방 역 백선(関東の駅百選)에 선정되었다.

## 역 구조
- 아침은 통학승객에 대비해 역무원이 파견되어 개찰을 한다.
- 화장실은 매표기가 설치된 건물 옆에 있다.
- PASMO 간이 개찰기는 후지사와 방향·카마쿠라 방향, 모든 방향의 출입구에 설치되어 있다.
- 염해 방지를 위해 매표기에는 유리문이 설치되어있고, PASMO 간이 개찰기에도 비닐커버가 씌어져 있다.

## 역 주변
역의 남쪽에는 시치리가하마가 넓게 펼쳐져있고, 맑은날에는 후지산이나 보소반도(房総半島), 이즈오섬(伊豆大島)이 보인다. 역 주변은 TV드라마나 광고촬영에 자주 등장한다. 도쿄에서 당일치기로 간단하게 왕래할 수 있는 점도 있기도 하고, 전문가용 기기로 촬영하기도 쉬운점이 있어 '앞에 바다가 펼쳐지는 간이역'으로 수 많은 영상물에 나온바가 있다. 이 역의 풍경은 일본에서는 수 많은 영상물에 의해 이 역의 이름보다도 더 널리 알려지고 있어서 사람들이 갖는 '쇼난'의 이미지로 각인되고 있다.
만화 슬램덩크로도 유명한 역이다. 슬램덩크에서는 이 역이 료난(능남) 고교 앞역으로 등장했다. 애니메이션 두 사람은 프리큐어 Splash Star에도 이 역을 본뜬 역과 풍경이 등장한다. 이 외에도 많은 일본 드라마의 촬영장소로 쓰인 적이 있는 역이다.
국도에서 조금 바깥으로 벗어나면 편의점도 찾아볼 수 없는 한적한 주택가가 나온다.
승강장 뒤편에는 공동묘지가 위치해 있다.

### 역세권 정보
- 시치라가하마(해수욕장)
- 가나가와 현립 가마쿠라 고등학교
- 일본국도 134호선
- 고시고에 독립교회

이외에 다수의 병원이 있다.

### 승강장 구조
가마쿠라 고교 앞역은 1면 1선의 단선 승강장으로, 한 승강장에서 양방향의 승객을 처리한다.
| 1 | ■ 에노시마 전철선 | 가마쿠라, 후지사와 방면 |

## 승하차량 변동
2008년 기준 가마쿠라 고교 앞역의 하루평균승하차인원은 3,143명이다.